# ロペティ・ティマニ
ロペティ・ティマニ（Lopeti Timani、1990年9月28日 - ）は、ナシオナル、RCナルボンヌに所属するラグビー選手。

## プロフィール
- トンガ・ナヴトカ出身[1]。
- ポジションはロック(LO)、フランカー(FL)、ナンバーエイト(No8)。
- 身長 193cm、体重 125kg
- 兄のシオネ・シタレキもラグビー選手[2]。
- オーストラリア代表通算キャップ数は12。
- トンガ代表キャップは5(2025年1月現在）。

## 略歴
ワラターズ、メルボルン・ライジング、レベルズを経て、2018年、ラ・ロシェルに加入。同年7月、アマナキ・レレィ・マフィと口論になり暴行を受けた。
2019年、フランスのナイトクラブで警備員を暴行したため逮捕された。
2021年、RCトゥーロンに加入。
翌2022年、カーディフに加入。
2024年、RCナルボンヌに加入。